# Thứ tự của các xe được quyền ưu tiên tại Việt Nam
Theo quy định tại Điều 22 Luật Giao thông đường bộ, những xe sau đây được quyền ưu tiên đi trước xe khác khi qua đường giao nhau từ bất kỳ hướng nào tới theo thứ tự:

## Thứ tự xe được ưu tiên
Điều 22. Quyền ưu tiên của một số loại xe
1. Những xe sau đây được quyền ưu tiên đi trước xe khác khi qua đường giao nhau từ bất kỳ hướng nào tới theo thứ tự:
a) Xe chữa cháy đi làm nhiệm vụ;
b) Xe quân sự, xe công an đi làm nhiệm vụ khẩn cấp, đoàn xe có xe cảnh sát dẫn đường;
c) Xe cứu thương đang thực hiện nhiệm vụ cấp cứu;
d) Xe hộ đê, xe đi làm nhiệm vụ khắc phục sự cố thiên tai, dịch bệnh hoặc xe đi làm nhiệm vụ trong tình trạng khẩn cấp theo quy định của pháp luật;
đ) Đoàn xe tang.
2. Xe quy định tại các điểm a, b, c và d khoản 1 Điều này khi đi làm nhiệm vụ phải có tín hiệu còi, cờ, đèn theo quy định; không bị hạn chế tốc độ; được phép đi vào đường ngược chiều, các đường khác có thể đi được, kể cả khi có tín hiệu đèn đỏ và chỉ phải tuân theo chỉ dẫn của người điều khiển giao thông.
Chính phủ quy định cụ thể tín hiệu của xe được quyền ưu tiên.
3. Khi có tín hiệu của xe được quyền ưu tiên, người tham gia giao thông phải nhanh chóng giảm tốc độ, tránh hoặc dừng lại sát lề đường bên phải để nhường đường. Không được gây cản trở xe được quyền ưu tiên.

### Quyền được ưu tiên của các xe đặc biệt
Xe chữa cháy đi làm nhiệm vụ → Xe quân sự, xe công an đi làm nhiệm vụ khẩn cấp, đoàn xe có xe cảnh sát dẫn đường → Xe cứu thương đang thực hiện nhiệm vụ cấp cứu → Xe hộ đê, xe đi làm nhiệm vụ khắc phục sự cố thiên tai, dịch bệnh → Đoàn xe tang → Xe cận vệ.

## Trách nhiệm người tham gia giao thông
Chính phủ quy định cụ thể tín hiệu của xe ưu tiên.
Khi có tín hiệu của xe ưu tiên, mọi người tham gia giao thông phải nhanh chóng giảm tốc độ, tránh hoặc dừng lại sát lề đường bên phải để nhường đường. Không được gây cản trở xe được quyền ưu tiên.